# Storia dell'antisemitismo negli Stati Uniti d'America

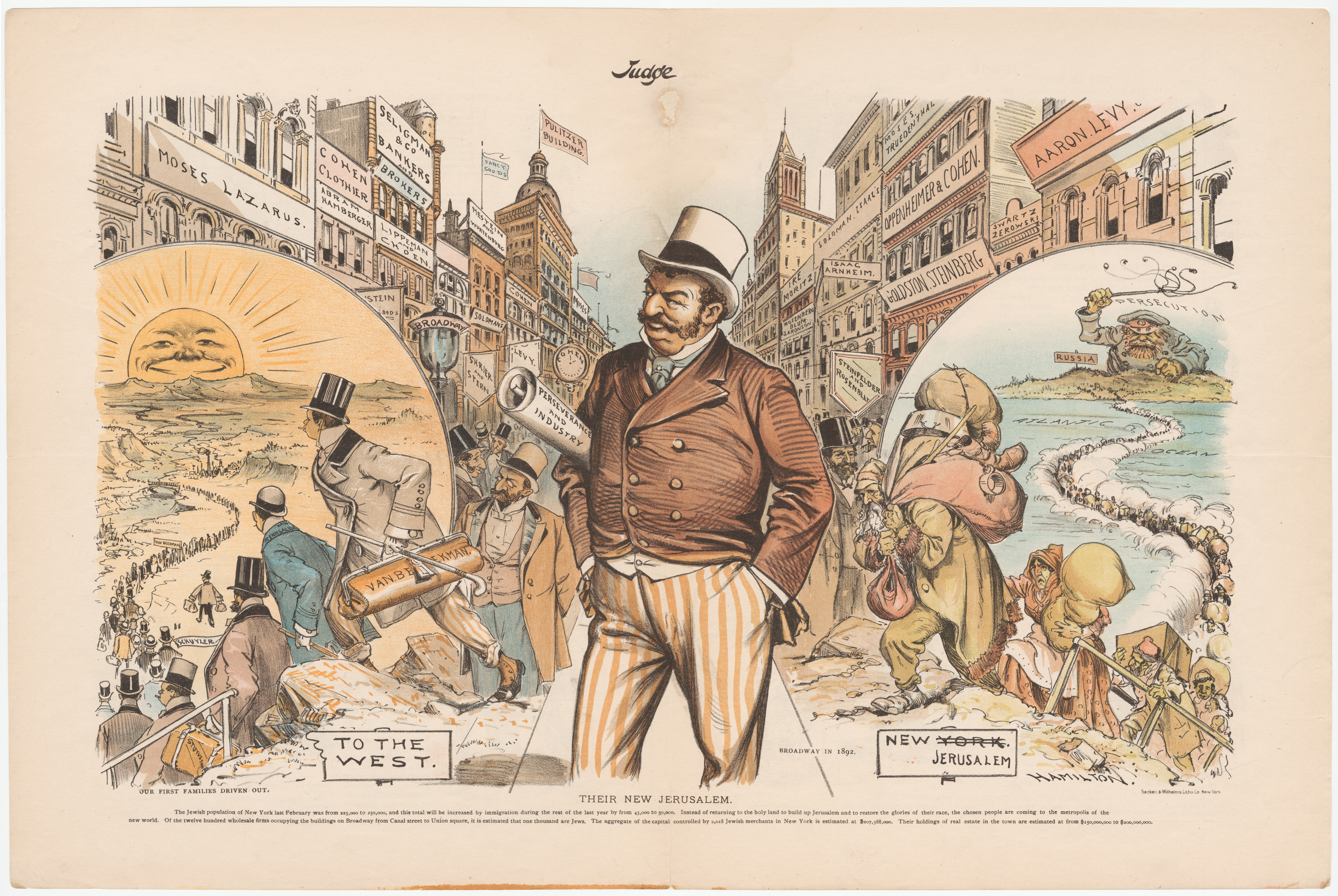
Vignetta antisemitica intitolata "La nuova Gerusalemme" tratta dalla rivista satirica Judge (1892).

Gli storici hanno da molto tempo discusso l'estensione dell'antisemitismo nel passato degli Stati Uniti d'America e confrontato il pregiudizio antiebraico americano con la sua controparte europea. I primi studi concernenti la vita ebraica americana non mancarono di minimizzare la presenza dell'antisemitismo negli Stati Uniti d'America, che considerarono come un fenomeno tardo e alieno sulla scena sociale presente alla fine dal XIX secolo.
Successivamente però gli studiosi hanno affermato che nessun periodo della storia degli ebrei negli Stati Uniti d'America fu in realtà completamente esente dal sentimento antisemitico. Il dibattito continua a vertere sul significato da dare all'antisemitismo nei diversi periodi della storia degli Stati Uniti d'America.
Negli Stati Uniti l'antisemitismo è sempre stato meno diffuso rispetto al continente europeo. Il primo incidente governativo che si può far risalire ad un vero e proprio sentimento antiebraico venne registrato durante la guerra di secessione americana, quando il generale nordista Ulysses S. Grant emise un ordine (il "General Order No. 11 (1862)"), fatto annullare rapidamente dal presidente degli Stati Uniti d'America Abraham Lincoln di espulsione contro gli ebrei dalle porzioni di territorio del Tennessee, del Kentucky e del Mississippi cadute sotto il suo controllo. 
Nel corso della prima metà del XX secolo gli ebrei subirono la discriminazione in alcune occupazioni, non vennero ammessi in vari club sociali e nelle aree ricreative; fu assegnata loro una quota per le iscrizioni ai college e non ebbero il permesso di acquistare certe proprietà. L'antisemitismo raggiunse il suo picco durante il periodo interbellico; la forte crescita del Ku Klux Klan negli anni venti, le opere antisemitiche di Henry Ford e gli interventi radiofonici del prete cattolico Charles Coughlin alla fine degli anni trenta sono indicativi della forza degli attacchi rivolti contro la comunità ebraica.
Dopo la seconda guerra mondiale e il movimento per i diritti civili degli afroamericani il sentimento antiebraico si ridusse progressivamente.

## Epoca coloniale
A metà del XVII secolo Peter Stuyvesant, l'ultimo governatore generale della colonia olandese di Nuova Amsterdam, cercò di rafforzare la posizione della "Chiesa riformata olandese" tentando di ridurre la concorrenza religiosa di altre confessioni religiose tra cui gli ebrei, i fedeli del luteranesimo, quelli della Chiesa cattolica e il quaccherismo.
Egli affermò che gli ebrei fossero ingannevoli, molto ripugnanti e nemici odiati e bestemmiatori del nome di Cristo; avvertì in una lettera successiva che "nel dare loro la libertà, allora non possiamo rifiutarla neppure ai luterani e ai papisti". Tuttavia la pluralità religiosa era già una tradizione legale-culturale consolidata sia in città che nei Paesi Bassi oltreoceano, pertanto i suoi superiori della Compagnia olandese delle Indie occidentali ad Amsterdam lo dominarono in tutte le questioni inerenti alla sua intolleranza religiosa.
Nel XVII secolo esistevano ancora pochissimi ebrei in quelle che divennero in seguito le Tredici colonie; questi dovettero affrontare tutta una serie di restrizioni, tra cui il divieto di poter praticare le professioni legale, medica e quelle artistiche. Fino al 1790, un anno prima dell'adozione della "Carta dei diritti" (i primi 10 emendamenti della Costituzione degli Stati Uniti d'America), già diversi Stati avevano legiferato sui "test religiosi" per la detenzione di cariche negli uffici pubblici, mentre Connecticut, Maryland, Massachusetts, New Hampshire e Carolina del Sud continuarono a mantenere chiese consolidate.
Nel giro di pochi anni dalla ratifica costituzionale Delaware, Pennsylvania, Carolina del Sud e Georgia eliminarono le barriere che impedivano agli ebrei il diritto di voto; ma queste non caddero per molti decenni ancora in Rhode Island (1842), Carolina del Nord (1868) e New Hampshire (1877). Nonostante tali limitazioni, applicate spesso in una maniera assai disomogenea, vi furono davvero troppo pochi ebrei tra il XVII e il XVIII secolo per permettere all'antisemitismo di divenire un fenomeno socio-politico significativo.
L'evoluzione dalla tolleranza alla piena uguaglianza politica e civile per gli ebrei che parteciparono alla ribellione anti-britannica prima e alla guerra d'indipendenza americana poi contribuì a garantire che l'antisemitismo non sarebbe mai diventato una delle politiche ufficiali del governo, come invece accadde in svariati paesi europei.
Nel 1840 gli ebrei costituirono una piccola, ma comunque stabile, minoranza di medio livello composta da 15 000 membri, tra gli oltre 17 milioni di americani contati nel Censimento degli Stati Uniti d'America del 1840. Gli ebrei stipularono matrimoni interreligiosi piuttosto liberamente, facendo continuare una tendenza che era cominciata almeno un secolo prima. Tuttavia poiché l'immigrazione fece crescere la popolazione ebraica a 50 000 unità entro il 1848, gli stereotipi sugli ebrei presenti nei quotidiani, nella letteratura, nelle opere teatrali, nell'arte e nella cultura popolare divennero sempre più comuni e le aggressioni fisiche furono più frequenti.

## XIX secolo
Secondo l'autore Peter Knight durante la maggior parte del XVIII e del XIX secolo gli Stati Uniti sperimentarono raramente azioni antisemitiche paragonabili a quelle endemiche esistenti negli Stati europei in quello stesso periodo.

### Guerra civile
Al tempo della guerra civile le tensioni causate dalla questione razziale e dall'immigrazione, così come la concorrenza tra ebrei e Gentili, si unirono per produrre la peggiore epidemia di antisemitismo fino a quel momento. Gli americani, sia i fautori dell'abolizionismo negli Stati Uniti d'America che i sostenitori della schiavitù negli Stati Uniti d'America, denunciarono gli ebrei come profittatori di guerra disonesti e li accusarono di scacciare i cristiani fuor dal commercio oltre che di aiutare e sostenere il campo avverso.
Il maggior generale Ulysses S. Grant venne influenzato da tali sentimenti ed emise un "Ordine generale" che faceva espellere gli ebrei dalle aree poste sotto il suo controllo nel Tennessee occidentale.: "Gli ebrei, in quanto classe che viola ogni regolamentazione del commercio istituito dal Dipartimento del Tesoro, vengono quindi espulsi ... entro ventiquattro ore dalla ricezione di questo ordine". In seguito, sia nel corso della campagna per le elezioni presidenziali negli Stati Uniti d'America del 1868 che durante la stessa presidenza di Ulysses S. Grant se ne scuserà ampiamente.
Quest'ordinanza fu rapidamente revocata dal presidente degli Stati Uniti d'America Lincoln, ma ebbe tuttavia il tempo di essere fatta applicare in un certo numero di città. Secondo l'autore Jerome Chanes la motivazione della revoca si basò principalmente sulle "restrizioni costituzionali nei confronti del governo federale che individuava qualsiasi gruppo che ricevesse un trattamento speciale"; Chanes caratterizza l'ordinanza come "unica nella storia degli Stati Uniti", in quanto fu la sola azione ufficiale antisemitica governativa mai realizzata.
Grant in seguito emise l'ordine per cui "nessun ebreo deve essere autorizzato a viaggiare sulla strada verso Sud". Il suo aiutante di campo, il colonnello John V. DuBois, ordinò che "tutti gli speculatori del cotone, gli ebrei e tutti i vagabondi senza forti mezzi di sostentamento" lasciassero il distretto sotto la sua sorveglianza: "gli israeliti in particolare vanno tenuti fuori... sono un tale intollerabile fastidio!".

### Immigrazione dall'Europa orientale
Tra il 1881 e il 1920 circa 3 milioni di ebrei aschenaziti provenienti dall'Europa orientale migrarono in America; molti di loro fuggirono dai pogrom contro gli ebrei e dalle difficili situazioni economiche createsi in gran parte dell'Est europeo in questo periodo. Le aggressioni di massa, in particolare quelle scoppiate nell'impero russo, spinsero ondate di immigrati ebrei oltreoceano; assieme ad altri gruppi provenienti dall'Oriente e dall'Europa meridionale giunsero negli Stati Uniti per lavorare nelle miniere e nelle fabbriche in pieno sviluppo del paese. Molti bianchi americani diffidarono immediatamente di questi stranieri.
Mentre la prima epoca migratoria ebraica proveniva dai territori di lingua tedesca la seguente (post-1880) provenne essenzialmente dalla zona di residenza, la regione dove gli ebrei furono costretti a vivere sotto il dominio degli Zar. Come accadde per gli europei irlandesi, orientali e meridionali, anche gli ebrei si trovarono ad affrontare la discriminazione nell'occupazione, nella formazione e nell'avanzamento sociale. L'"Immigration Restriction League" fondata nel 1894 criticò pesantemente questi nuovi arrivati, insieme agli immigrati provenienti dall'Asia, in quanto culturalmente, intellettualmente, moralmente e biologicamente "inferiori".
Nonostante questi attacchi pochissimi ebrei europei tornarono indietro poiché la loro situazione negli Stati Uniti rimaneva ancora molto migliore di quanto non lo fosse mai stata nei loro luoghi d'origine.
Tra il 1900 e il 1924 circa 1,75 milioni di ebrei migrarono in direzione dell'America, la maggior parte di loro provenienti dai territori europei orientali. Mentre prima del 1900 gli ebrei americani non arrivarono mai fino all'1% della popolazione totale, entro il 1930 giunsero ad essere il 3,5%; questa fortissima crescita, combinata con la mobilità sociale verso l'alto di alcuni ebrei, contribuì ad una ripresa dell'antisemitismo.
Mentre l'immigrazione europea gonfiò la popolazione ebraica statunitense si sviluppò un crescente sentimento riguardante la "diversità ebraica". Jerome Chanes attribuisce una tale percezione al fatto che gli ebrei si concentrarono in un piccolo numero di occupazioni; vennero pertanto considerati essenzialmente come produttori di abbigliamento (settore manifatturiero), negozianti vari e proprietari di magazzini. Egli osserva inoltre che gli ebrei di origini tedesche si ritrovarono sempre più isolati per colpa di un diffuso antisemitismo sociale il quale divenne ancor più prevalente nel corso del XX secolo e le cui vestigia persistettero ancora fino ai giorni nostri.

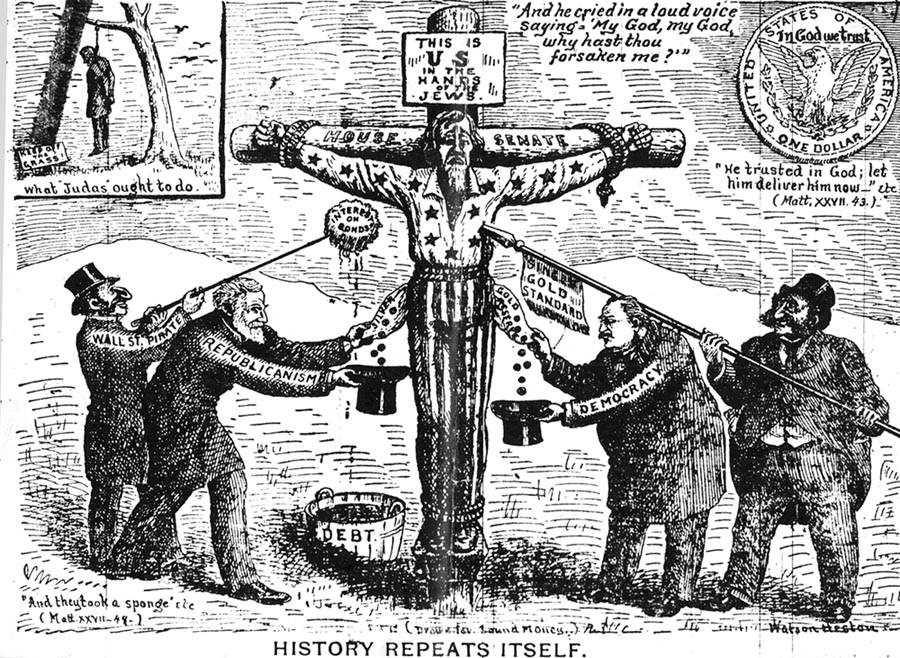
Vignetta politica antisemitica in un numero della rivista "Sound Money" che apparve nel 1896. "Questi sono gli U.S.A nelle mani degli ebrei"; sono raffigurati lo zio Sam crocifisso come Gesù. Due figure denominate "Pirati di Wall Street" con caricature ebraiche lo colpiscono con una lancia e gli sollevano una spugna avvelenata alle labbra. La vasca di veleno è denominata "Debito", la spugna avvelenata "Interesse sulle obbligazioni", e la lancia "Single Gold Standard". Sotto le figure etichettate come "repubblicano" (caricatura di James Blaine) e "democratico" (caricatura di Grover Cleveland) rubano soldi dalle tasche dello zio Sam.

### Populismo
A metà del XIX secolo un certo numero di immigrati ebrei tedeschi fondarono imprese d'investimento bancario, che poi divennero le principali sostenitrici dell'industria. La banca d'investimento ebraica risultò essere sempre più importante rispetto alla banca commerciale.
A partire dagli inizi del 1880 il calo dei prezzi delle aziende indusse gli elementi del Partito del Popolo ad incolpare dei mali percepiti del capitalismo e dell'industrializzazione gli ebrei, a causa della loro presunta inclinazione razziale/religiosa verso lo sfruttamento finanziario e, più in particolare, a causa delle presunte manipolazioni economiche attuate da finanziatori ebrei come i Rothschild.
Sebbene gli ebrei avessero svolto solo un ruolo minore all'interno del sistema bancario-commerciale nazionale, la preminenza di investitori bancari ebrei come Jacob Henry Schiff e la Kuhn Loeb & Co. di New York resero credibili le pretese di alcuni antisemiti.
Un esempio di accuse inerenti al "controllo ebraico delle finanze mondiali" nel corso degli anni 1890 è dato da Mary Elizabeth Lease, una suffragetta sostenitrice dei diritti delle donne e attivista agricola populista del Kansas; ella spesso accusò i Rothschild e i "banchieri britannici" di essere la fonte di tutte le disgrazie degli agricoltori.
Il "Morgan Bonds scandal" iniettò l'antisemitismo populista nella campagna per le elezioni presidenziali negli Stati Uniti d'America del 1896. Venne reso noto che l'allora presidente Grover Cleveland aveva venduto obbligazioni ad un sindacato che includeva JP Morgan e la famiglia Rothschild e che vennero poi rivenduti per trarne un profitto. I populisti utilizzarono tutta la vicenda come un'opportunità per sostenere la loro visione dei fatti e cioè che la Casa Bianca e Wall Street erano in realtà nelle mani delle casa bancarie ebraiche internazionali.
Un altro punto centrale del sentimento antisemita fu l'affermazione che voleva gli ebrei trovarsi al centro di una cospirazione globale intesa a fissare la moneta e quindi l'economia ad un unico standard aureo.
Secondo l'autrice Deborah Dash Moore l'antisemitismo populista utilizzò l'ebreo per simboleggiare sia il capitalismo che l'urbanizzazione in modo da personificare concetti troppo astratti per poter servire come soggetti soddisfacenti di animosità.
Lo storico Richard Hofstadter descrive l'antisemitismo populista come del tutto verbale, affermando che esso fu un modo di espressione, uno stile retorico più che una tattica o un programma prefissato. Egli osserva che non ha portato a leggi di esclusione, tanto meno a rivolte o a pogrom; tuttavia conclude dichiarando che la tradizione verde-populista ha attivato la maggior parte dell'antisemitismo popolare moderno statunitense.

## Inizi del XX secolo
Nel corso della prima metà del XX secolo gli ebrei continuarono a venire discriminati nell'ambito occupazionale, nell'accesso a zone residenziali e ricreative, nell'adesione a club e organizzazioni, oltre che nella limitazione delle iscrizioni e delle posizioni di insegnamento in diversi college e università. Ristoranti, hotel e altri stabilimenti impedirono l'ingresso agli ebrei utilizzando varie restrizioni.

### Organizzazioni ebraiche
Nuove organizzazioni nazionali furono create per migliorare le condizioni generali dell'ebraismo statunitense e promuovere la sua accettazione da parte della società civile. La più importante associazione ebraica a livello nazionale fu l'"American Jewish Committee" fondato nel 1906; ne furono principalmente attratte le élite ebraiche di origini europee occidentali, prefiggendosi di salvaguardare i diritti civili e religiosi degli ebrei e di combattere la discriminazione e il pregiudizio. Un'altra importante associazione che condivise obiettivi del tutto simili fu l'American Jewish Congress fondato nel 1922.

### Linciaggio di Leo Frank
Nel 1913 ad Atlanta un ebreo di origini tedesche, Leo Frank, venne condannato per lo stupro e l'omicidio di una tredicenne cristiana sua dipendente. A Frank fu comminata la pena di morte per impiccagione, ma l'allora governatore della Georgia Slaton si convinse - dopo un accurato riesame delle prove - che in realtà fosse innocente del delitto ascrittogli; commutò pertanto la sentenza all'ergastolo. A causa dell'indignazione pubblica nei confronti di questo atto un gruppo di persone esagitate si mise d'accordo e con metodologie totalmente mafiose lo rapì dalla prigione in cui si trovava detenuto per sottoporlo a linciaggio,
In risposta, considerando il palese errore giudiziario commesso, Sigmund Livingston istituì l'Anti-Defamation League (ADL) sotto la sponsorizzazione del gruppo ebraico-massonico B'nai B'rith. L'ADL divenne presto la principale organizzazione ebraica di lotta contro l'antisemitismo negli Stati Uniti d'America. Il linciaggio di Leo Frank coincise con la rinascita dal Ku Klux Klan, che era rimasto inattivo fin dagli anni 1870: esso contribuì difatti in maniera preponderante ad accenderne la scintilla. Il nuovo Klan cominciò a diffondere la visione che gli esponenti dell'anarchismo, del comunismo e soprattutto gli ebrei avessero sovvertito i valori e gli ideali americani; ma si scagliarono anche contro la Chiesa cattolica.

## Prima guerra mondiale
Con l'ingresso degli Stati Uniti d'America nella prima guerra mondiale gli ebrei vennero accusati dagli antisemiti di essere fannulloni e profittatori di guerra, responsabili di molti dei mali del paese. Un manuale pubblicato ad uso delle reclute dell'United States Army per esempio affermò che i nati stranieri, ed in special modo gli ebrei, sono più propensi a darsi malati rispetto ai nativi. Quando i rappresentanti dell'ADL protestarono a questo riguardo il presidente Woodrow Wilson ordinò che il manuale venisse ritirato; l'ADL inoltre produsse una campagna pubblicitaria per dare agli americani notizie e fatti sui contributi militari e civili dati dagli ebrei allo sforzo bellico.

## Anni venti
L'antisemitismo in America toccò il suo picco durante il periodo interbellico. L'ascesa e diffusione capillare del Klan per tutti gli anni venti, le opere antisemitiche di Henry Ford e gli interventi radiofonici di Charles Coughlin sono indicativi della forza degli attacchi contro la comunità ebraica in questi anni.
Uno degli elementi primari dell'antisemitismo statunitense negli anni venti fu l'identificazione degli ebrei con il bolscevismo, ove tale concetto venne utilizzato peggiorativamente in tutto il Paese (vedi giudeo-bolscevismo).
Le legislazioni anti-immigrazione adottate nel 1921 e 1924 furono ampiamente interpretate come - almeno in parte - anti ebraiche nei loro intenti, in quanto limitò rigorosamente le quote d'immigrazione delle nazioni dell'Europa orientale le quali avevano un'ampia presenza di popolazioni ebraiche: da esse circa 3 milioni di ebrei se ne erano andati oltreoceano entro il 1920.

### Discriminazione nell'istruzione e nelle professioni
Nel 1922 la discriminazione nel campo dell'educazione divenne una questione nazionale quando l'Università di Harvard annunciò che stava considerando un sistema di quote per gli studenti ebrei. Anche se poi il progetto venne fatto decadere le quote furono applicate in molti college attraverso la "tecnica delle consegne"; fino al 1945 il Dartmouth College mantenne e difese un sistema di quote contro gli studenti di origini ebraiche. Per limitarne il numero sempre più crescente alcune università private di arti liberali e scuole di medicina e odontoiatria istituirono un sistema di quote denominato "Numerus clausus".
Nel 1925 l'Università di Yale, che aveva già tra le preferenze di ammissione il "carattere", la "costituzione" e le "caratteristiche fisiche" aggiunse un programma preferenziale correlato all'ammissione per i figli degli ex alunni, in un tentativo esplicito di mettere freno alla percentuale in aumento degli ebrei nel corpo studentesco. Ciò venne presto copiato anche dall'Ivy League e altre scuole tra cui la Columbia University, la Cornell University e l'Università di Boston: l'ammissione degli ebrei furono limitate al 10% fino agli anni cinquanta. Tali politiche sono state perlopiù scartate nei primi anni sessanta, anche se e ultime vestigia del sistema non fu eliminato da Yale fino al 1970.
Gli ebrei incontrarono una certa resistenza anche quando cercarono di trasferirsi verso posizioni professionali e collettive. Le banche, le compagnie assicurative, i servizi pubblici, le scuole mediche, gli ospedali, le grandi società di giurisprudenza e le posizioni di facoltà attuarono l'ingresso limitato per gli ebrei. Questa forma "educata e pulita" di giudeofobia attraverso la discriminazione sociale subì un'escalation ideologica nel corso degli anni trenta.

### Restrizioni all'immigrazione
Nel 1924 il Congresso degli Stati Uniti d'America promulgo l'"Immigration Act of 1924" il quale restrinse fortemente l'immigrazione. Sebbene l'atto non riguardasse specificamente gli ebrei l'effetto più immediato della legislazione fu che l'86% delle 165 000 entrate consentite provennero dai paesi dell'Europa settentrionale, con tedeschi, britannici e irlandesi con il numero maggiore di contingenti. La legge contribuì efficacemente a ridurre il flusso dell'immigrazione ebraica originaria dell'Europa orientale ad una quantità minima.

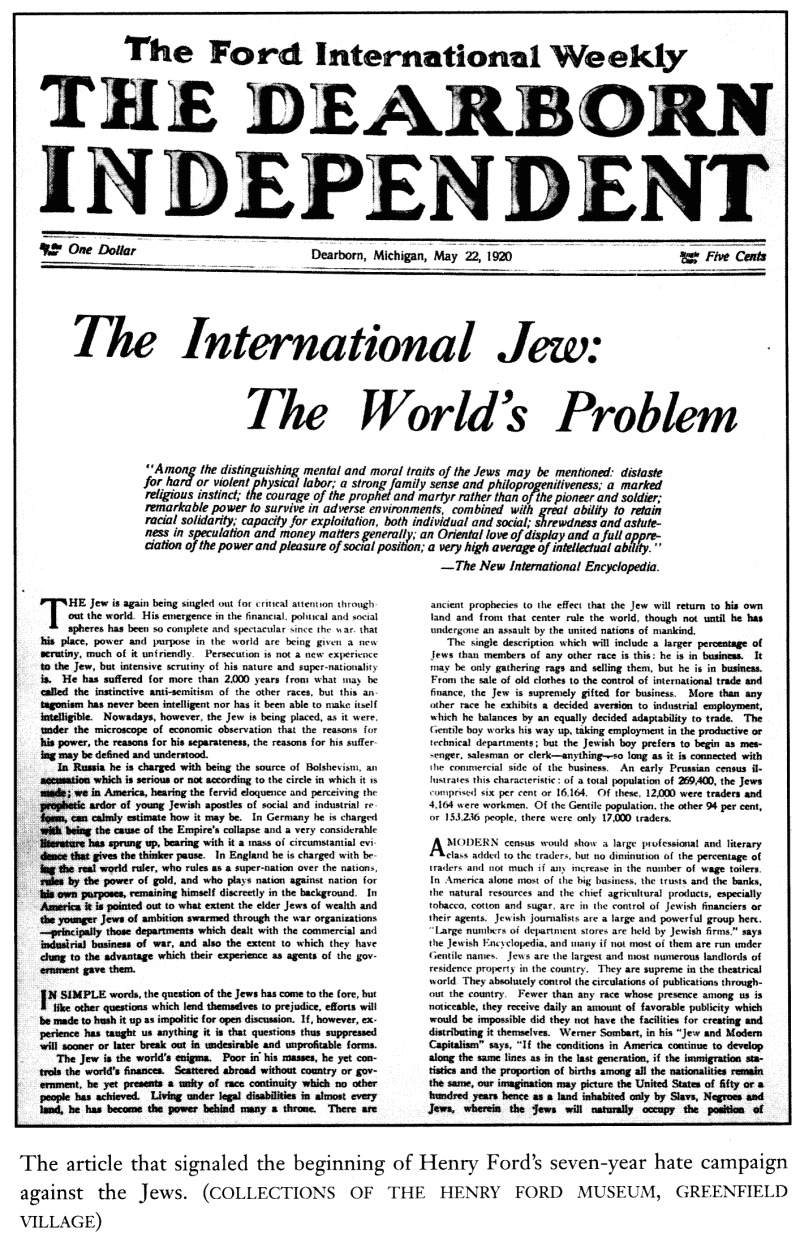
Prima pagina del giornale antisemita di Henry Ford The Dearborn Independent nel 1920.

### Henry Ford
Henry Ford fu un sostenitore del pacifismo che si oppose all'entrata degli Stati Uniti d'America nella prima guerra mondiale; egli credette fermamente che gli ebrei fossero responsabili dello scoppio di tutte le guerre in ogni angolo del pianeta con l'intento occulto di trarne un qualche vantaggio. "I finanzieri internazionali sono dietro la guerra: sono quelli che si chiamano l'ebreo internazionale: gli ebrei tedeschi, gli ebrei francesi, gli ebrei inglesi, gli ebrei americani, credo che in tutti questi paesi, eccetto il nostro, il finanziatore ebraico ha la supremazia... qui da noi l'ebreo è una minaccia". Ford pensò che gli ebrei fossero responsabili del capitalismo e che, nel loro ruolo di finanzieri, non contribuirono certo a valorizzare la società.
Nel 1915 Ford incolpò gli ebrei di istigare la guerra, dicendo: "so chi ha causato la guerra. I banchieri ebrei tedeschi!" Più tardi, nel 1925, affermò: "quello a cui mi oppongo maggiormente è l'ebreo internazionale. Il potere dei soldi che si incontra in ogni guerra. È quello ciò a cui mi oppongo: un potere che non ha paese e che può ordinare ai giovani di tutti i paesi la morte". Secondo l'autore Steven Watts l'antisemitismo di Ford era parzialmente dovuto ad un nobile desiderio di pace mondiale.
Ford venne a conoscenza dei Protocolli dei Savi di Sion credendolo un documento autentico, giungendo a pubblicarne anche alcuni stralci nel suo giornale personale The Dearborn Independent. Nel biennio 1920-21 inoltre il quotidiano riportò tutta una serie di articoli che si dilungavano sui temi del controllo finanziario degli ebrei, essi furono intitolati:
1. Idea ebraica negli affari monetari americani: la notevole storia di Paul Warburg, che ha iniziato a lavorare sul sistema monetario degli Stati Uniti dopo tre settimane di soggiorno in questo paese
2. "Sistema di riserva federale dell'ideale ebraico: quello che Baruch era in materia di guerra, Paul Warburg lo fu nella guerra finanziaria. Alcune curiose rivelazioni di denaro e di politica".
3. "Idea ebraica di una banca centrale per l'America: l'evoluzione dell'idea di Paul M. Warburg di una Federal Reserve System senza la gestione del governo".
4. "Come funzionano le finanze internazionali ebraiche: la famiglia Warburg e le loro imprese commerciali si sono divise il mondo e hanno fatto cose incredibili che i non ebrei non potevano fare".
5. "La carestia ebraica e la carestia degli Stati Uniti: la riserva federale di Warburg succhia i soldi a New York, lasciando le sezioni produttive del paese in uno stato di disastrosa necessità".
6. "Il piano economico degli ebrei internazionali: un quadro della politica monetaria dei protocolli, con note sui paralleli che si trovano nella pratica finanziaria ebraica".

Uno degli articoli, quello intitolato Il potere ebraico e la carestia finanziaria dell'America, affermò quanto il potere esercitato dagli ebrei per la fornitura di denaro alla nazione fosse insidioso, aiutando a privare gli agricoltori e tutti quelli che rimanevano al di fuori del sistema bancario di denaro proprio quando ne avrebbero avuto più bisogno. L'articolo si pose inoltre la domanda: "dov'è l'approvvigionamento dell'oro americano?... Può essere negli Stati Uniti, ma non fa parte degli Stati Uniti", concludendo che gli ebrei controllavano l'approvvigionamento d'oro e quindi anche l'economia americana.
Un altro articolo, Sistema di riserva federale modellato sugli ideali ebraici, fu un riflesso del sospetto di Ford nei confronti della Federal Reserve System e del suo principale dirigente Paul Warburg, considerato "segreto e insidioso".
Tali articoli diedero origine ad accuse di antisemitismo nei confronti di Ford; nel 1929 firmò una dichiarazione ufficiale di scuse.

## Anni trenta
Secondo Gilman e Katz l'antisemitismo aumentò notevolmente nel corso degli anni trenta con una richiesta esplicita di escludere gli ebrei dalla vita sociale, politica ed economica dell'America.
Durante tutti gli anni trenta e quaranta la demagogia di destra collegò la grande depressione, il New Deal, il presidente Franklin Delano Roosevelt ed infine la minaccia di guerra europea alle macchinazioni realizzate attraverso una grande cospirazione ebraica internazionale immaginata essere sia padrona del capitalismo sia del comunismo. Apparve così una nuova ideologia che accusò gli ebrei di dominare l'amministrazione Roosevelt, di aver causato la "Grande Depressione" e di voler trascinare il paese nella seconda guerra mondiale contro la Germania nazista la quale non meritava altro che ammirazione e stima. Il "New Deal" venne derisoriamente ribattezzato "Jew Deal".
Charles Coughlin, un prete cattolico nonché predicatore radiofonico, così come anche altri personaggi pubblici di spicco, condannarono gli ebrei e Ford ristampò i "Protocolli" nel suo giornale. Gerald L. K. Smith, ministro dei "Discepoli di Cristo", fu il fondatore del "Committee of One Million" nel 1937 e l'editore di The Cross and the Flag nel 1942, una rivista la quale dichiarava che "il carattere cristiano sta alla base di ogni autentico Americanismo".
Altri agitatori antisemitici di quegli anni compresero Fritz Julius Kuhn del German-American Bund, William Dudley Pelley e il reverendo evangelico Gerald Burton Winrod.
Alla fine i promotori dell'antisemitismo come Coughlin, Smith, Kuhn e Winrod non riuscirono a raggiungere una popolarità decisiva in quanto la minaccia della Germania nazista divenne sempre più evidente per l'elettorato medio americano. Steven Roth afferma che non è mai esistita la reale possibilità di far apparire nell'agenda politica americana una "questione ebraica" così come accadde invece in Europa; secondo Roth la resistenza all'antisemitismo politico negli Stati Uniti è dovuta innanzitutto all'eterogeneità della struttura politica americana.

### Atteggiamenti sociali nei confronti degli ebrei
L'antisemitismo negli Stati Uniti d'America fu anche indicato in diversi sondaggi d'opinione nazionali svolti dalla metà degli anni trenta fino alla fine degli anni quaranta. I risultati mostrarono che più della metà della popolazione vedeva gli ebrei come avidi e disonesti. Questi sondaggi scoprirono anche che molti americani credevano che gli ebrei fossero troppo potenti negli Stati Uniti ed uno di essi indicò che il 35-40% della popolazione sarebbe stata disposta ad accettare una campagna antiebraica.
In un sondaggio del 1938 circa il 60% degli intervistati aveva una bassa opinione verso gli ebrei, etichettandoli come "avidi", "disonesti" e "invadenti". Il 41% concordava con l'idea che gli ebrei avessero nelle loro mani l'intero paese e questa cifra salì al 58% nel 1945. Nel 1939 solo il 39% degli americani riteneva che gli ebrei dovessero essere trattati come tutti gli altri. Il 50% credeva che "gli ebrei siano diversi e che dovrebbero essere limitati" e il 10% invece che gli ebrei dovessero essere deportati. Diverse indagini condotte dal 1940 al 1946 dimostrarono che gli ebrei vennero considerati una minaccia maggiore per il benessere degli Stati Uniti rispetto a qualsiasi altro gruppo nazionale, religioso o razziale.

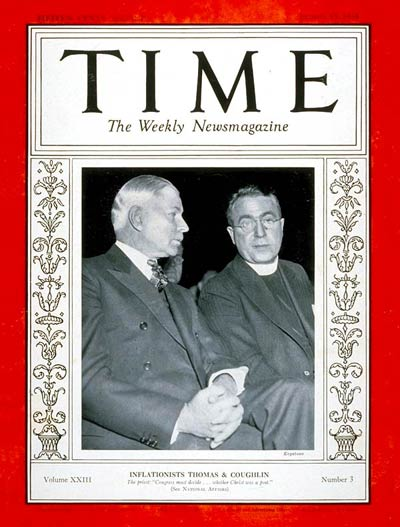
Il senatore Elmer Thomas accanto a Charles Coughlin nella copertina di TIME (1934).

### Charles Coughlin
Il portavoce principale del sentimento antisemitico fu rappresentato da Charles Coughlin, un sacerdote cattolico il cui programma radiofonico settimanale arrivò ad attirare tra i 5 e i 12 milioni di ascoltatori alla fine degli anni trenta; il suo giornale Social Justice raggiunse una tiratura di 80 000 copie nel suo periodo di picco durante il 1937.
Dopo le elezioni presidenziali negli Stati Uniti d'America del 1936 Coughlin manifestò una simpatia sempre più aperta per le politiche del nazifascismo, in quanto antidoto al bolscevismo. Le sue trasmissioni cominciarono a cospargersi di temi propagandistici dell'antisemitismo in una maniera sempre più palese; incolpò della Grande depressione una cospirazione internazionale dei banchieri ebrei, aggiungendovi che questi stavano dietro anche alla rivoluzione russa.
Coughlin iniziò la pubblicazione del quotidiano Social Justice facendovi stampare polemiche antisemitiche quali i Protocolli dei Savi di Sion. Proprio come pensò anche Joseph Goebbels Coughlin dichiarò che l'ateismo e il marxismo europeo fossero parte di una qualche fantomatica Teoria del complotto giudaico. Il 5 dicembre del 1938 il giornale fece uscire un articolo firmato a nome di Coughlin di molto somigliante a un discorso pronunciato da Goebbels il 13 settembre del 1935 in cui attaccava ebrei, atei e comunisti, con alcune parti copiate parola per parola da una traduzione inglese.
Il 20 novembre del 1938, due settimane dopo la Notte dei cristalli, quando gli ebrei in tutta la Germania nazista furono attaccati a assassinati in massa e le attività ebraiche, le case e le sinagoghe vennero incendiate, Coughlin non mancò di accusare le vittime ebree dicendo che "la persecuzione contro gli ebrei è solo una conseguenza di quella contro i cristiani da loro commessa". Dopo questo discorso e a mano a mano che i suoi programmi divennero sempre più razzisti alcune stazioni radio tra cui quelle di New York e Chicago rifiutarono di accettare i suoi interventi in mancanza di bozze scritte pre-approvate.
A New York i suoi programmi vennero fatti cancellare dalle emittenti "WINS" e "WMCA", lasciando così Coughlin trasmettere nella stazione part-time di Newark, la "WHBI". Ciò rese Coughlin un eroe del nazionalsocialismo, con i giornali della Germania nazista che titolarono: "in America non viene consentito di ascoltare la verità".
Il 18 dicembre del 1938 2.000 seguaci di Coughlin marciarono a New York per protestare sui potenziali cambiamenti legislativi in materia di diritto di asilo, che avrebbero permesso a un maggior numero di ebrei (compresi i profughi della persecuzione hitleriana) di essere ammessi negli Stati Uniti d'America. Gridarono slogan del tipo; "Spedite gli ebrei da dove provengono!" e "aspettate che Hitler arrivi qui!" Tali manifestazioni proseguirono per diversi mesi. Donald Warren, utilizzando informazioni provenienti dagli archivi dell'FBI e del governo tedesco, ha sostenuto che Coughlin abbia anche ricevuto finanziamenti indiretti da parte della Germania per tutto questo periodo.
Dopo il 1936 Coughlin iniziò a sostenere un'organizzazione denominata "Christian Front", la quale lo reclamò considerandolo la propria fonte d'ispirazione. Nel gennaio del 1940 il Front venne sgominato dopo che 'FBI scoprì che il gruppo si stava armando per pianificare di uccidere ebrei, comunisti e una dozzina di membri del Congresso degli Stati Uniti d'Americacon l'intenzione finale di stabilire, usando le parole di John Edgar Hoover, "una dittatura del tutto simile a quella tedesca".
Coughlin dichiarò pubblicamente, dopo che venne rivelato il complotto, che nonostante tutto non si sarebbe dissociato dal movimento; sebbene non fosse mai stato collegato direttamente alla trama la sua reputazione subì un declino fatale.
A seguito dell'Attacco di Pearl Harbor con la conseguente dichiarazione di guerra nel dicembre del 1941 il movimento anti-interventista facente capo all'isolazionismo, come l'"America First Committee", cominciò a perdere consensi e gli isolazionisti come Coughlin vennero considerati simpatizzanti per il nemico. Nel 1942 il nuovo vescovo di Detroit ordinò a Coughlin d'interrompere le sue controverse attività politiche e di limitarsi ai suoi doveri di parroco.

### Pelley e Winrod
William Dudley Pelley fondò nel 1933 l'antisemitica Legione d'argento d'America; nove anni dopo fu condannato per sedizione. Gerald Burton Winrod, leader dei "Defenders of the Christian Faith" (fondato a Porto Rico), venne alla fine accusato di aver progettato una cospirazione per causare l'insubordinazione all'interno delle United States Armed Forces nel corso della seconda guerra mondiale-

### America First Committee
L'avanguardia del movimento anti-interventista fu l'"America First Committee", che includeva anche l'eroe dell'aeronautica Charles Lindbergh e molti altri americani di rilievo. Il comitato si oppose a qualsiasi coinvolgimento nella guerra contro il nazifascismo. Ufficialmente evitò qualsiasi aspetto di dichiarato antisemitismo e voto per l'espulsione di Henry Ford, troppo evidentemente antisemita.
Ford continuò nonostante ciò la sua buona amicizia con Lindbergh, eminente primo membro del Committee, il quale gli fece visita nell'estate del 1941. Un mese dopo, in un discorso pronunciato l'11 settembre in occasione del primo raduno nazionale del Committee Lindbergh affermò che tre gruppi stavano "pressando questo paese verso la guerra" - l'amministrazione di Franklin Delano Roosevelt, il Regno Unito e gli ebrei - lamentandosi di ciò che egli insistette nel definire "il grande diritto di proprietà e l'influenza degli ebrei nella nostra immagine nazionale, nella nostra stampa, nella nostra radio e nel nostro governo".
In una parte espurgata dei suoi diari pubblicati Lindbergh ha scritto: "dobbiamo limitare ad una ragionevole quantità l'influenza ebraica... Ogni volta che la percentuale ebraica della popolazione totale diventa troppo alta, sembra che si verifichi una reazione: questo è un grave male perché alcuni ebrei del tipo giusto sono, credo, un bene per qualsiasi paese".

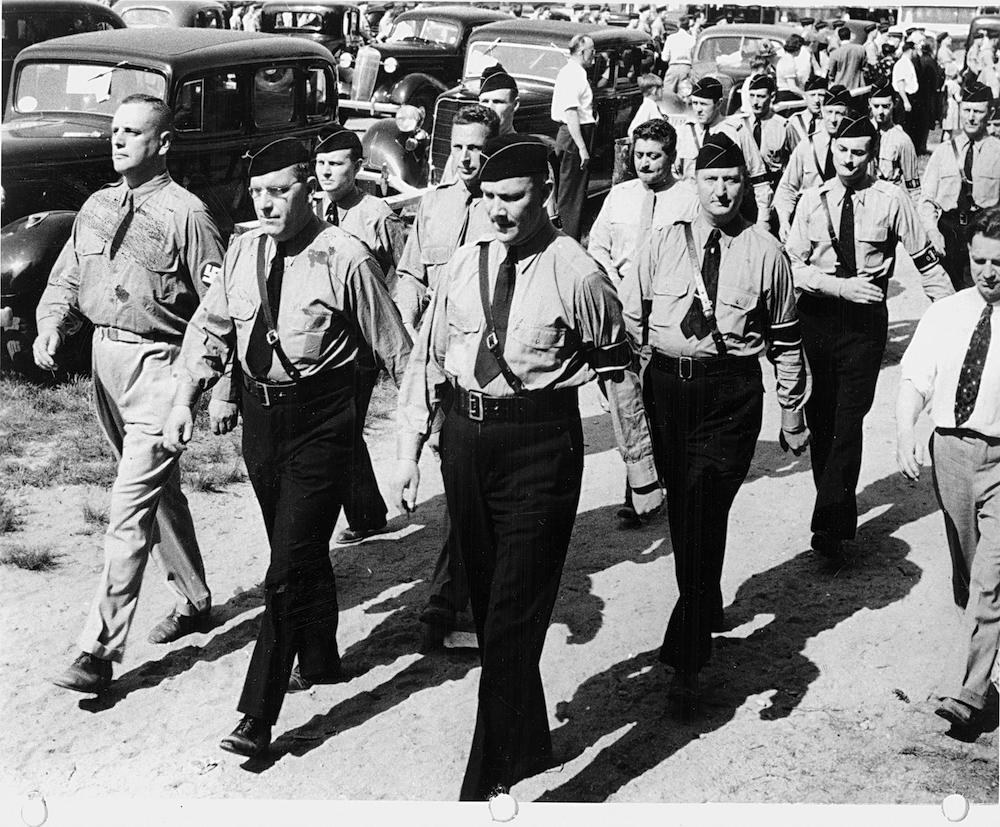
Parata del German-American Bund nel 1939.

### German-American Bund
Il German-American Bund tenne sfilate a New York alla fine degli anni trenta, indossando uniformi naziste e sventolando bandiere con le svastiche accanto alla bandiera degli Stati Uniti d'America. Lo zenit della storia del Bund si ebbe nel 1939 al Madison Square Garden quando circa 20.000 persone ascoltarono il leader Fritz Julius Kuhn criticare il presidente Roosevelt riferendosi ripetutamente a lui come "Frank D. Rosenfeld" e ribattezzando il suo New Deal un "Jew Deal"; propagandò la sua fede nell'esistenza di un complotto da parte del giudeo-bolscevismo americano.
L'avvocato del District attorney newyorkese accusò Kuhn. La Commissione per le attività antiamericane fu molto attiva nell'impedire la loro capacità operativa. Con l'inizio del coinvolgimento statunitense nella seconda guerra mondiale la maggior parte dei membri del Bund finirono internati (vedi internamento dei tedeschi negli Stati Uniti) ed alcuni di loro vennero deportati al termine del conflitto.

## Rifugiati dalla Germania nazista
Negli anni precedenti e durante il secondo conflitto mondiale il Congresso degli Stati Uniti d'America, l'amministrazione Roosevelt e l'opinione pubblica espressero preoccupazione circa il destino degli ebrei europei, ma rifiutarono costantemente di consentire l'immigrazione dei rifugiati.
In un rapporto emesso dal Dipartimento di Stato degli Stati Uniti d'America il sottosegretario Stuart E. Eizenstat ha osservato che gli Stati Uniti accettarono solamente 21.000 rifugiati ebrei europei e non aumentarono, anzi in certi casi le abbassarono, le loro quote sottoposte a restrizione; accettando in tal modo molto meno ebrei pro capite rispetto ad altri paesi europei neutrali e meno in termini assoluti rispetto alla Svizzera.
Secondo l'autore David Wyman "gli Stati Uniti e i suoi alleati non erano disposti a tentare quasi nulla per salvare gli ebrei". Esiste un certo dibattito sul fatto che le politiche americane fossero state generalmente mirate contro tutti gli immigrati o in particolare contro gli ebrei. Wyman ha caratterizzato l'ambasciatore degli anni trenta Samuel Miller Breckinridge Long come un "nativista", molto più anti-immigrati in generale che solo antisemita.
L'opposizione statunitense all'immigrazione in generale alla fine degli anni trenta venne motivata essenzialmente dalle gravi pressioni economiche, dall'alto tasso di disoccupazione, dalla frustrazione sociale e dalla disillusione. Il rifiuto posto dagli Stati Uniti di sostenere specificamente l'immigrazione ebraica deriva però da qualcosa di differente, vale a dire l'antisemitismo, che era aumentato alla fine degli anni trenta e che continuò a salire anche negli anni quaranta. Costituì un ingrediente importante nella risposta negativa dell'America nei confronti dei rifugiati ebrei.

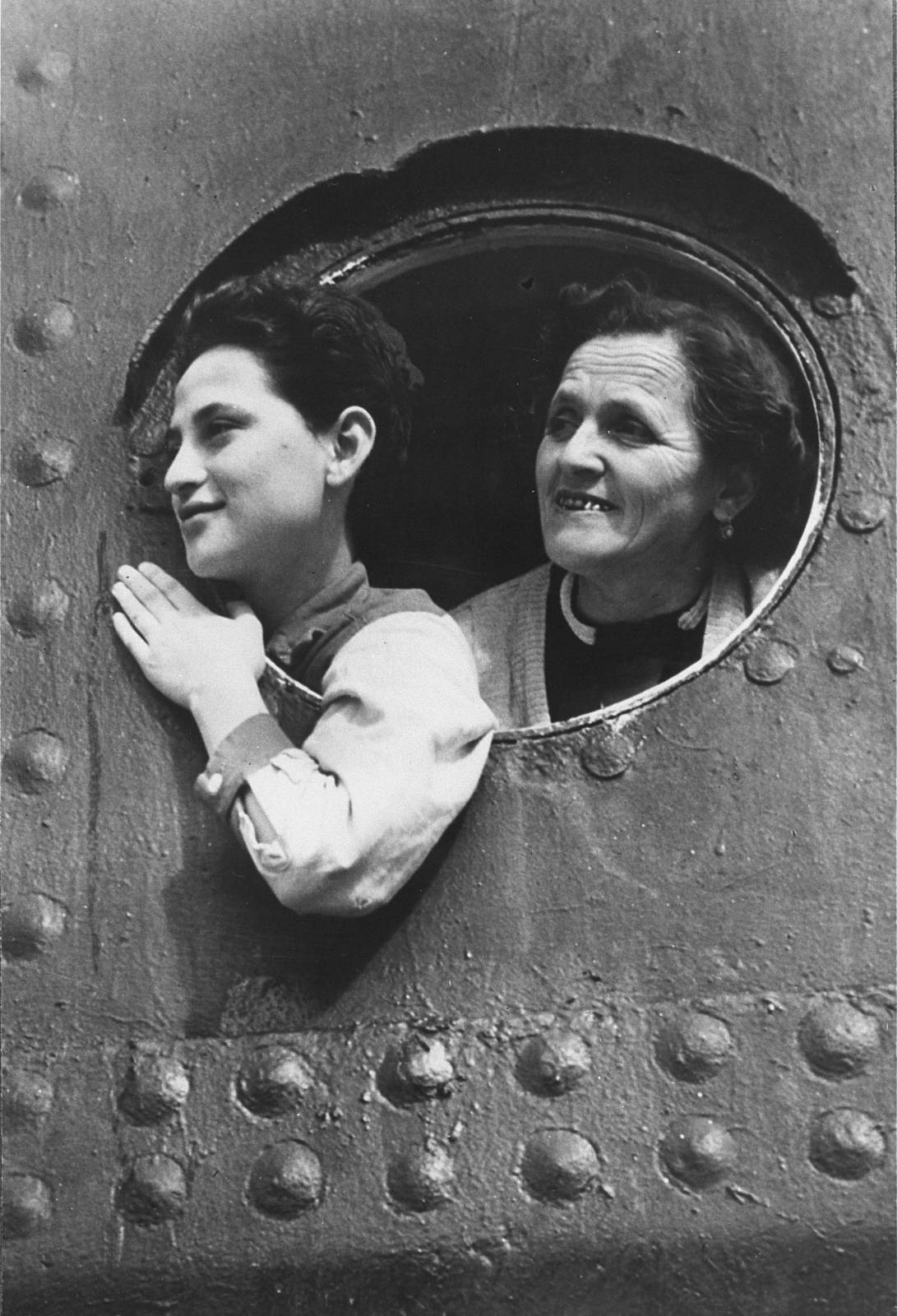
Passeggeri dell'MS St. Louis affacciati da un boccaporto.

### MS St. Louis
L'MS St. Louis uscì dal porto di Amburgo verso l'Oceano Atlantico nel maggio del 1939 portando con sé 936 rifugiati ebrei (in gran parte tedeschi) e un non ebreo i quali ricercavano asilo politico dalla persecuzione nazista alla vigilia oramai imminente della guerra.
Il 4 giugno, non avendo ottenuto il permesso di sbarcare i passeggeri a Cuba, era stato opposto il rifiuto di scaricarli su ordine diretto di Roosevelt, la nave si mise in attesa nel Mar dei Caraibi al largo della Florida. Inizialmente il presidente dimostrò la disponibilità limitata di accoglierne alcuni nonostante l'"Immigration Act of 1924", ma un'opposizione violenta provenne dal Segretario di Stato degli Stati Uniti d'America Cordell Hull e dagli esponenti del partito Democratico degli Stati Uniti meridionali, alcuni dei quali giunsero fino a minacciare di ritirare il proprio sostegno a Roosevelt nelle oramai prossime elezioni presidenziali se egli avesse accettato i profughi.

## L'Olocausto
Durante l'Olocausto l'antisemitismo fu un fattore determinante nella limitazione dell'azione degli ebrei americani durante la guerra i quali vennero così messi in una posizione difficile. Questo atteggiamento rimase prevalente e fu particolarmente conveniente per l'America durante il conflitto. Esso raggiunse livelli elevati alla fine degli anni trenta e continuò a crescere anche negli anni quaranta. Durante gli anni precedenti Pearl Harbor oltre un centinaio di organizzazioni antisemitiche furono responsabili dell'immissione della propaganda d'odio tra l'intero pubblico americano.
Soprattutto a New York e a Boston le gang giovanili commisero atti vandalici contro i cimiteri e le sinagoghe ebraiche e gli attacchi ai giovani ebrei divennero frequenti. Svastiche e slogan antiebraici, così come la letteratura antisemita, si diffusero a macchia d'olio. Nel 1944 un sondaggio d'opinione dimostrò che 1/4 degli americani continuava a considerare gli ebrei come una "minaccia". L'antisemitismo presente nel Dipartimento di Stato degli Stati Uniti d'America svolse altresì un ruolo importante nella risposta esitante di Washington alla condizione degli ebrei europei perseguitati dai nazisti.

### Politica governativa
Josiah Ellis DuBois scrisse la famosa "Segnalazione al segretario sull'accusa rivolta a questo governo nell'omicidio degli ebrei"; grazie a ciò il Segretario al tesoro degli Stati Uniti d'America Henry Morgenthau Jr. riuscì a convincere il presidente Roosevelt a istituire il comitato per i rifugiati di guerra ("War Refugee Board") nel 1944. Il giurista Randolph Evernghim Paul fu uno gli sponsor principali di questa relazione, il primo documento di un governo contemporaneo che attacca la connivenza implicita dell'America nell'Olocausto.
Il documento rappresentò un'accusa esplicita contro le politiche diplomatiche, militari e di immigrazione del Dipartimento di Stato. Tra l'altro il Rapporto riportò anche l'inazione del Dipartimento e, in alcuni casi, l'opposizione attiva al rilascio di fondi per gli ebrei europei vittime del nazionalsocialismo oltre a condannare le politiche anti-immigrazione che chiusero le porte americane ai rifugiati ebrei provenienti da paesi poi impegnati nel loro sistematico tentativo di genocidio.
Il catalizzatore della relazione fu un incidente che coinvolse 70.000 ebrei la cui evacuazione dal regno di Romania avrebbe potuto essere stata procurata con una tangente di 170.000 dollari. L'unità di controllo del Fondo Stranieri del Tesoro, che si trovava all'interno della giurisdizione di Paul, autorizzò il pagamento dei fondi il cui rilascio venne sostenuto sia dal Presidente che da Hull. Da metà luglio 1943, quando la proposta venne fatta e il Tesoro l'approvò, fino al dicembre del 1943, una combinazione della burocrazia del Dipartimento di Stato e del Ministero britannico della guerra economica interposero diversi ostacoli. La relazione fu in gran parte dovuta alla frustrazione a seguito di questo evento.
Il 16 gennaio del 1944 Morgenthau e Paul consegnarono personalmente il documento a Roosevelt, avvertendolo che il Congresso avrebbe agito se non lo avesse firmato. Il risultato fu l'Ordine Esecutivo 9417 il quale creò il Consiglio per i Rifugiati di Guerra composto dai Segretari di Stato, del Tesoro e della Guerra. Emesso il 22 gennaio l'Ordine Esecutivo dichiarò che "è la politica di questo Governo quella di prendere tutte le misure in suo potere per salvare le vittime dell'oppressione nemica che sono in imminente pericolo di morte e altrimenti permettere a tali vittime tutte le soluzioni possibili e l'assistenza coerente con il successo della prosecuzione della guerra".
È stato stimato che 190- 200.000 ebrei avrebbero potuto essere salvati durante guerra se non fosse stato per gli ostacoli burocratici all'immigrazione deliberatamente creati da Breckinridge Long e altri.

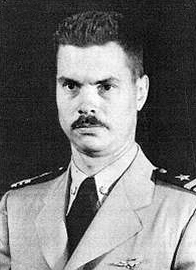
George Lincoln Rockwell, fondatore del Partito Nazista Americano.

## Secondo dopoguerra
Anche dopo il termine del conflitto il "nativismo" ha continuato a influenzare la politica americana nei confronti dei rifugiati e ha suscitato una speciale riluttanza ad ammettere i vari gruppi di europei, definiti dopo gli sfollamenti e le espulsioni come persone apolidi. Tuttavia il nuovo presidente Harry Truman ha esaminato la questione dei milioni di rifugiati europei sopravvissuti alla guerra e che si sono opposti al rimpatrio nel loro paese d'origine dichiarandola una "tragedia mondiale".
Ha quindi lentamente incoraggiato gli Stati Uniti a prendere il comando nella ricerca di una soluzione. Tra le persone sfollate circa il 20% erano gli ebrei che languivano nei campi degli sfollati nella Germania Ovest, in Austria o in Italia, in attesa di visti di emigrazione. Tuttavia nessun paese era disposto ad ammetterli in gran numero.
L'antisemitismo negli Stati Uniti d'America ha cominciato a scemare alla fine degli anni quaranta. Mentre diventavano consapevoli dell'Olocausto molti americani si ritrovarono ardentemente contrari alle opinioni che erano state utilizzate per giustificare tale genocidio. Tuttavia molte delle concezioni riguardanti gli ebrei come "persone senza Dio" che controllavano il denaro e la ricchezza degli Stati Uniti rimasero ben impresse nella mente. Di conseguenza "cinquantasette gruppi antisemiti esistevano ancora negli Stati Uniti durante gli anni cinquanta".
In molti casi i sentimenti antisemitici furono condivisi anche da gruppi di "cristiani devoti" che consideravano gli ebrei come "materialisti, disonesti e volgari".